# Leo XI
Leo XI, född Alessandro Ottaviano de' Medici 2 juni 1535 i Florens, död 27 april 1605 i Rom, var påve från den 1 april 1605.

## Biografi
Alessandro de' Medici hörde till den mäktiga florentinska ätten Medici, och var son till Ottavio de' Medici och Francesca Salviati. Han prästvigdes den 22 juli 1567 av Antonio Altoviti, ärkebiskop av Florens. Som florentinsk ambassadör i Rom gjorde han ett mycket gott intryck på påven Gregorius XIII, som utsåg honom till biskop av Pistoia 1573 och ärkebiskop av Florens 1574. Samme påve utnämnde honom 1583 till kardinalpräst med San Ciriaco alle Terme Diocleziane som titelkyrka. Som kardinal var han ivrig att införa den tridentinska reformens beslut. Han lade ner stora kostnader på att restaurera flera av Roms kyrkor.
Som nuntie i Frankrike lyckades han övertala Clemens VIII att häva exkommunikationen av Henrik IV. Han utnämndes till kardinalbiskop av Albano 1600, och av Palestrina 1602. Med starkt stöd från Henrik IV valdes Alessandro de' Medici till påve 1605.
Leo XI var 69 år gammal och vid dålig hälsa, och han ådrog sig en svår förkylning då han installerades i Laterankyrkan, Roms katedral, den 17 april 1605. Han dog kort därefter.
På Leo XI:s gravmonument i Peterskyrkan står bland annat Sic florui (latin ung. ’så blomstrade jag’), vilket syftar på att hans tid som påve var som en blommas livslängd – mycket kort.

## Bilder

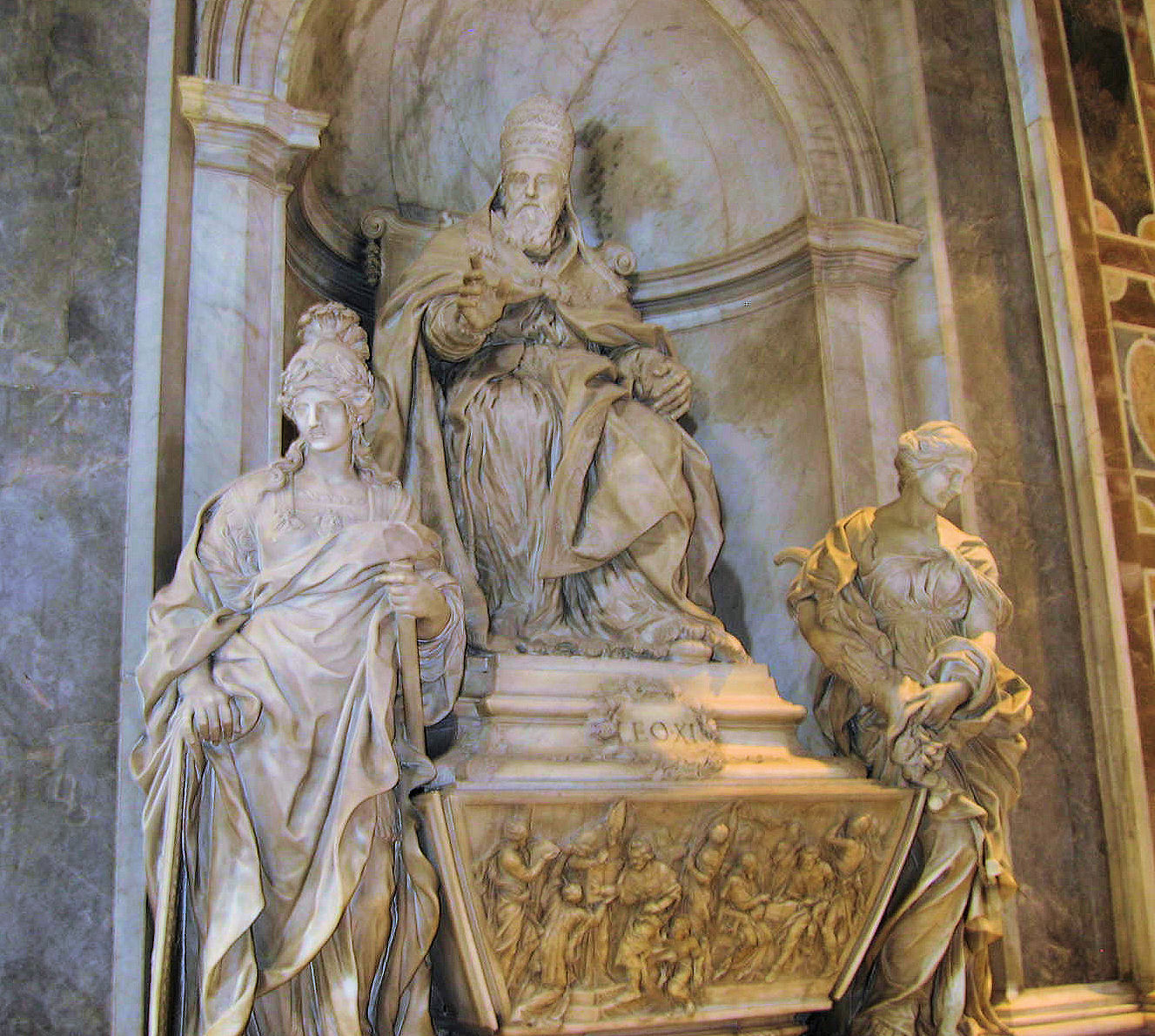
Leo XI:s gravmonument av Alessandro Algardi (1634-1644) i Peterskyrkan.